# De Witte (restaurant)
De Witte was een hotel-restaurant in de Nederlandse stad Amersfoort. Het hotel opende de deuren in 1922, toen nog onder de naam "Ter Horst". De naam De Witte ontstond in 1925 naar aanleiding van een prijsvraag door de toen nieuwe eigenaar. In 1956 werd het pand afgebroken, en vervangen door een nieuw pand in 1957.
Het hotel had een café waar men eenvoudige gerechten kon bestellen en een gastronomisch restaurant dat in 1960 een Michelinster kreeg onder chef-kok Willy Volker. De ster werd behouden tot en met 1981. In die tijd was het restaurant eigendom van restaurateur Ernst Hastrich, een van de oprichters van de Alliance Gastronomique Néerlandaise. Ook meesterkok Robert Kranenborg werkte hier (1970-1973) na gestart te zijn bij restaurant Orpheus (onderdeel van de gelijknamige Apeldoornse schouwburg). In 1988 sloot De Witte zijn deuren en vestigde zich oosters restaurant Boeddha in het pand.
In 2004 werd het in 1957 herbouwde hotel gesloopt. De plaats ligt sindsdien braak.